# Crockerella
Crockerella is een geslacht van weekdieren uit de klasse van de Gastropoda (slakken).

## Soorten
- Crockerella castianira (Dall, 1919)
- Crockerella conradiana (Gabb, 1869)
- Crockerella constricta (Gabb, 1865)
- Crockerella crystallina (Gabb, 1865)
- Crockerella cymodoce (Dall, 1919)
- Crockerella eriphyle (Dall, 1919)
- Crockerella evadne (Dall, 1919)
- Crockerella lowei (Dall, 1903)
- Crockerella philodice (Dall, 1919)
- Crockerella scotti McLean, 1996
- Crockerella tridesmia (Berry, 1941)